# Seine-et-Marne
Seine-et-Marne là một tỉnh của Pháp, thuộc vùng hành chính Île-de-France, tỉnh lỵ Melun, bao gồm 5 quận với các quận lỵ còn lại là: Fontainebleau, Meaux, Provins, Torcy.